# WinSCP
WinSCP (Windows Secure Copy) è un client SFTP e FTP di tipo grafico open source per Microsoft Windows, realizzato in linguaggio C++. La sua funzione principale è quella del trasferimento dati (file) tra un computer locale ed uno remoto. In più WinSCP consente semplici funzionalità di file manager. Per trasferimenti sicuri usa Secure Shell (SSH) e supporta il protocollo SCP in aggiunta al SFTP.
Lo sviluppo di WinSCP è partito intorno al maggio 2000 ed è in continuo aggiornamento. Originariamente il progetto era ospitato dall'Università di economia di Praga, dove i suoi ideatori lavoravano. Sin dal 16 luglio 2003 la sua licenza è GPL ed è possibile reperirlo presso SourceForge.
WinSCP è basato sull'attuazione del protocollo SSH da PuTTY e il protocollo FTP da FileZilla.

## WinSCP come Editor Remoto
WinSCP può funzionare in modo trasparente come editor di testo remoto.

## Caratteristiche
- Interfaccia utente grafica.
- Disponibile in più di venti lingue.
- Integrazione con Windows (drag&drop, URL, collegamenti).
- Operazioni comuni sui file.
- Supporti per i protocolli SFTP e SCP su SSH-1 e SSH-2.
- Batch file interfaccia scripting e da riga di comando.
- Sincronizzazione delle cartelle in diverse modalità (parzialmente o totalmente automatico).
- Editor di testo integrato.
- Supporto per password SSH, keyboard-interactive, Crittografia asimmetrica e Protocollo di autenticazione Kerberos (GSS) authentication.
- Interagisce con Pageant (PuTTY) per un pieno supporto dell'autenticazione della chiave pubblica (public key).
- Scelta di interfaccia Windows Explorer–like o Commander-like
- Memorizzazione delle sessioni opzionale.

## Versione portabile
L'applicazione può essere fatta funzionare anche in modalità standalone, salvando cioè la configurazione su file anziché in voci di registro: in questo modo è possibile lanciarla da un supporto rimovibile anziché installarla su un computer.